# Амайтоли
Амайтоли — стратовулкан в регионе Афар, Эфиопия, к юго-западу от вулкана Эртале. Достигает высоты 1031 м. От близлежащих вулканов Амайтоли отличается активностью, приводящей к постоянному выходу дыма из горячих пирокластических базальтовых потоков лавы. Главный кратер является крутым и достигает диаметра 750 м x 450 м, с основанием из трахитов. Глубина кратера около 100 м. Лавовые потоки направлены на северо-запад и юго-восток от жерла вулкана. Окружающая местность состоит туфа, лапиллий, вулканических шлаков. В состав лапиллий входят обсидиан, плагиоклаз, оливин, белая пемза. На вершине вулана расположены фумаролы. В исторический период официально извержения вулкана не зафиксированы. В настоящий период слабая вулканическая активность проявляется в виде фумарольных полей. Небольшие кратеры расположены вдоль северного склона вулкана.